# Eucalyptus angularis
Eucalyptus angularis (лат.) — кустарник или многоствольное дерево, вид рода Эвкалипт (Eucalyptus) семейства Миртовые (Myrtaceae), эндемик юго-запада Западной Австралии. У растения шероховатая кора у основания стеблей и гладкая сероватая сверху, зрелые листья ланцетной формы и цветочные бутоны группами примерно по одиннадцать.

## Ботаническое описание
Eucalyptus angularis — кустарник до 3 м в высоту. У этого вида серая шероховатая или шелушащаяся кора у основания стеблей и гладкая серая кора сверху. Ветви угловатые. Зрелые листья глянцево-зелёные, ланцетовидные или изогнутые, 55-100 мм в длину и 15-17 мм в ширину, черешок 10-18 мм в длину. Цветочные бутоны расположены группами по одиннадцать на неразветвлённом цветоносе длиной 10-12 мм. Цветки и плоды не зарегистрированы.

## Таксономия
Вид Eucalyptus angularis был впервые официально описан в 1993 году Иэном Брукером и Стивеном Хоппером на основе образцов, собранных ими возле горы Бения в 1983 году, и описание было опубликовано в журнале Nuytsia. Видовой эпитет — от латинского «угловатый», имея в виду веточки.

## Распространение и местообитание
Эндемик Западной Австралии. Вид известен только из двух небольших популяций на латеритовых отколах возле горы Лесьюр и типового местоположения в районе Уитбелт на юго-западе Западной Австралии.

## Охранный статус
E. angularis классифицируется Государственным департаментом парков и дикой природы Западной Австралии как «второй приоритет», что означает, что вид малоизвестен и встречается только в одном или нескольких местах. Международный союз охраны природы классифицирует природоохранный статус вида как «вид, для оценки угрозы которому недостаточно данных».